# Lucía Lacarra
Lucía Lacarra Gurrutxaga (Zumaia, 24 marzo 1975) è una ballerina spagnola, prima ballerina del Bayerisches Staatsballett dal 2002 al 2016.

## Biografia
Lucía Lacarra è nata nella città basca di Zumaia e all'età di dieci anni ha cominciato a studiare danza prima a San Sebastián e poi a Madrid, dove è stata compagna di studi di Tamara Rojo e Angel Corella. Nel 1990 la quindicenne Lacarra è stata scritturata dal Ballet de Victor Ullate, con cui ha esordito nell'Allegro Brillante di George Balanchine.
Dopo quattro stagioni con l'Ullate Ballet, si è unita al Ballet National de Marseille in veste di prima ballerina e ha esordito danzando nel ruolo di Esmeralda nel Notre-Dame de Paris di Roland Petit. Nei tre anni successivi è stata musa di Petit e interprete nelle prime dei suoi balletti Le Guépard e Le jeune homme at la mort, in cui ha danzato accanto a Nicolas Le Riche.
Ha esordito al Teatro alla Scala nel luglio 1996 nella Coppélia di Roland Petit, danzando come Swanilda accanto al Coppelius dello stesso Petit. Sarebbe tornata a danzare al Piermarini in diverse occasioni nei vent'anni successivi, danzando come Angelica ne Il gattopardo (Petit, 1996), Odette e Odile accanto a Massimo Murru ne Il lago dei cigni (Nureev, 1997) e Marguerite ne La Dame aux Camélias accanto a Roberto Bolle (Neumeier, 2008).
Nel 1997 si è unita al San Francisco Ballet, dove ha ampliato il proprio repertorio con numerosi ruoli del repertorio classico e contemporaneo; particolarmente apprezzata è stata la sua interpretazione nel ruolo dell'eponima protagonista nella Giselle di Helgi Tómasson nel 1999.
Nel 2002 si è trasferita a Monaco di Baviera e ha cominciato a danzare con il Bayerisches Staatsballett in veste di prima ballerina. L'anno successivo ha vinto il Prix Benois de la Danse per la sua interpretazione nel ruolo di Tatiana nell'Onegin di John Cranko, a cui seguì il Premio Nazionale di Danza spagnolo nel 2005. Nel 2022 ha vinto il Premios Max, mentre nel 2024 ha ricevuto uno speciale Premio Positano Léonide Massine come danzatrice dell'anno "per la trasversalità e poliedricità della sua carriera".

## Vita privata
Nel 1998 ha sposato il ballerino Cyril Pierre, suo collega a San Francisco, ma il matrimonio è terminato con il divorzio. Nel 2010 ha sposato Marlon Dino, suo partner sulle scene dal 2007.